# Ferdinand Vasserot
Ferdinand Vasserot (ur. 2 marca 1881 w Paryżu, zm. 7 lutego 1963 w Lizy-sur-Ourcq) – francuski kolarz torowy, brązowy medalista mistrzostw świata.

## Kariera
Największy sukces w karierze Ferdinand Vasserot osiągnął w 1900 roku, kiedy zdobył brązowy medal w sprincie indywidualnym amatorów podczas mistrzostw świata w Paryżu. W zawodach tych wyprzedzili go jedynie Belg Alphonse Didier-Nauts oraz Amerykanin John Henry Lake. W tym samym roku wziął udział w igrzyskach olimpijskich w Paryżu, zajmując siódme miejsce w wyścigu punktowym. Na tych samych igrzyskach wystartował w sprincie, ale odpadł w półfinale. W 1900 roku zajął również drugie miejsce w Grand Prix Paryża. 